# Prey Veng
Prey Veng (en camboyano: ក្រុងព្រៃវែង) es la capital de la provincia de Prey Veng, ubicada en el sureste de Camboya .

## Geografía
La ciudad está ubicada en la carretera nacional 11 entre Nak Loeung y Kompung Cham. Se encuentra a unas 2 horas y media por carretera desde Nom Pen .
Esta pintoresca ciudad está fuera de la ruta turística habitual y no tiene mucha gente. Alberga varias casas antiguas de la época colonial de la Indochina francesa en ruinas.
Hay un gran lago estacional al oeste de la ciudad, que suele estar seco de marzo a agosto.